# Le Templier
Le Templier est un roman gore de François Angelier paru en 2001. Il a eu le prix du roman Fantastique du Festival de Gérardmer
Bien que ce soit un livre gore, l'auteur a su introduire à de nombreuses reprises des mystères palpitants pour le lecteur ; par exemple, ces gens dans cette île, qui sont-ils, pourquoi ne sont-ils visibles que par certaines personnes, pourquoi font-ils tous les jours la même chose ?

## Personnages
- Un colosse chauve[1] (le Templier lui-même), il est un fidèle serviteur du Vatican. L'auteur le décrit[2] : "une face d'archange doublée d'un faciès d'assassin"
- Une femme très grande (Herculine), parlant un mélange de latin, de polonais et de dauphinois[3] ; elle expie les fautes des autres ; elle a des pouvoirs surnaturels très divers
- Un nain hacker aux tenues voyantes
- Un ancien légionnaire (Talbonjour), conducteur de camion
- Un prêtre catholique en soutane, peintre animalier[4]